# پیت دری
پیت دری (به لاتین: Petit Darray) یک کوه در سوئیس است که در کانتون وله واقع شده‌است. پیت دری ۳٬۵۰۸ متر بالاتر از سطح دریا واقع شده‌است.